# MediaKind
MediaKind (bis 2018 Ericsson Television) ist ein Technologieunternehmen mit Lösungen zur Übertragung von TV-Signalen über Kabel, Satellit, Terrestrisch und IP (IPTV). Das Unternehmen war bis 2018 eine Sparte des Ericsson-Konzerns und geht zurück auf das 1979 gegründete norwegische Unternehmen Tandberg Television, das 2007 von Ericsson übernommen worden war.

## Geschichte

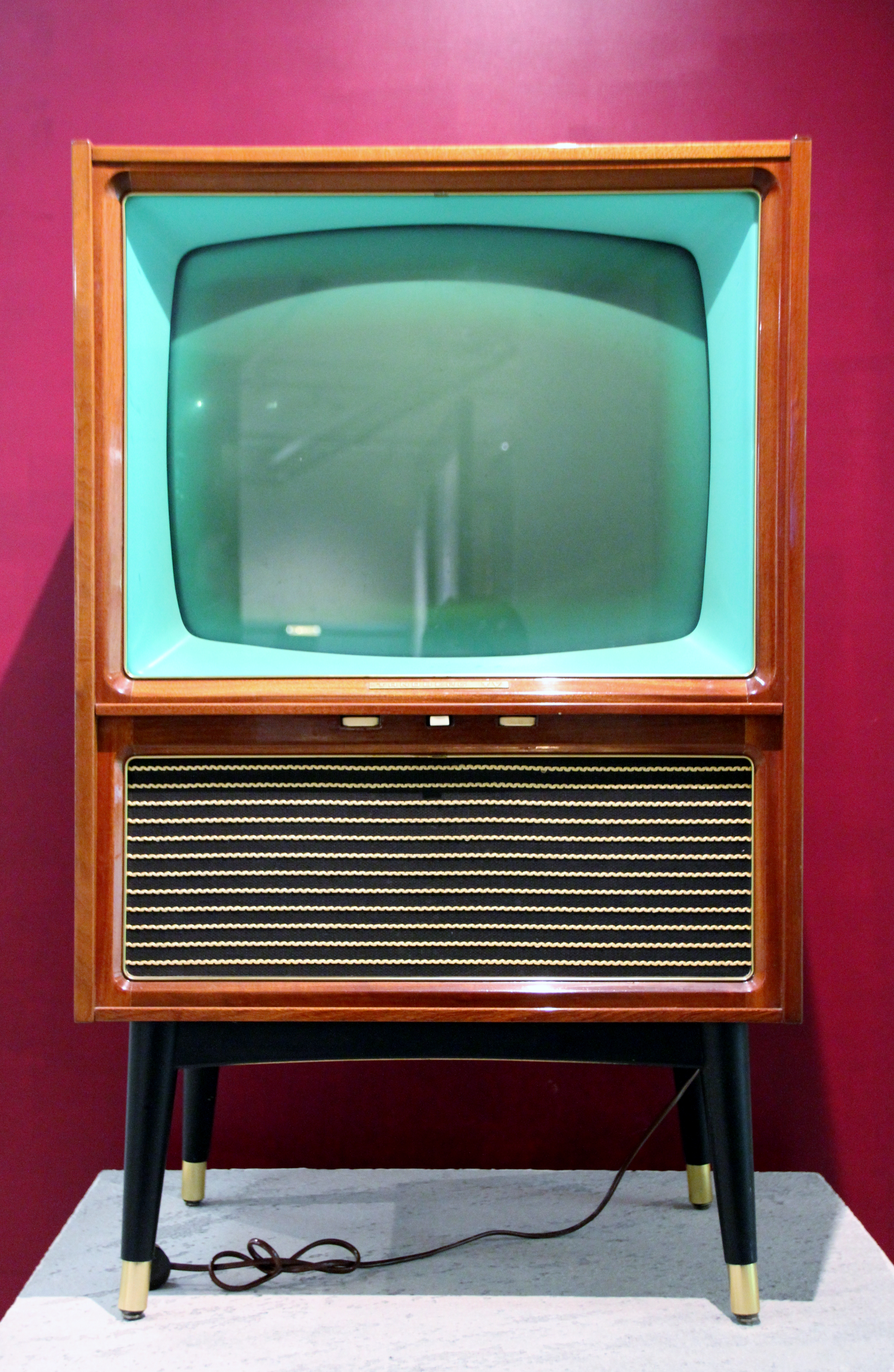
Tandberg Fernseher 1962
(Oslo, Nordisches Volksmuseum)

Das Unternehmen wurde 1979 gegründet, als die am 25. Januar 1933 von Vebjørn Tandberg in Oslo gegründete Tandbergs Radiofabrikk in die Unternehmen Tandberg, Tandberg Data und Tandberg Television aufgeteilt wurde. Tandberg Television war an der Osloer Börse gelistet.
Im Oktober 2005 erwarb Tandberg Television das Unternehmen Gold Pocket Interactive aus Los Angeles, Kalifornien. Tandberg Televions beschäftigte Ende 2005 rund 720 Mitarbeiter.
Im Februar 2006 erwarb Tandberg Television das Unternehmen SkyStream aus Sunnyvale, Kalifornien.

Ehemaliges Logo von Tandberg als Teil von Ericsson

Anfang 2007 machte das US-Unternehmen Arris ein Übernahmeangebot in Höhe von 1,2 Milliarden US-Dollar für Tandberg. In Form einer feindlichen Übernahme übernahm dann jedoch Ericsson seinen Mitbewerber Tandberg für umgerechnet 1,3 Milliarden US-Dollar im Februar 2007. Knapp drei Jahre nach der Übernahme wurde zum 25. Januar 2010 der Name Tandberg getilgt und stattdessen der Name Ericsson gesetzt. Es folgten Übernahmen von HyC Group, ASPEX Semiconductor, Microsoft Mediaroom, Azuki Systems, Fabrix Systems und Envivio.
Im Januar 2019 übertrug Ericsson im Rahmen einer Desinvestition die Mehrheit der Anteile an seiner Media-Solutions-Sparte (51 %) der Private-Equity-Firma One Equity Partners. Ericsson behielt selbst 49 % bei. Das Unternehmen firmiert seitdem unter dem Namen MediaKind.